# Позорница (лист)
Позорница је лист покренут у Новом Саду 1975. године, у издању КУД Позорнице драмске уметности, чије је био гласило. Замишљен је првенствено као лист аматерских позоришта, али је у њему пажња посвећена и другим видовима културе - филму, музици, поезији, хумору, итд. 

## Први број
Првобитно је било замишљено да лист излази четири пута годишње. Међутим, до сада је изашао само један број овог листа (1975. године), чију су редакцију чинили Младен Дражетин, Владимир Стојанов и Михајло Молнар. Лист је на својим страницама претежно посветио пажњу оснивању и активностима Позорнице драмске уметности, као и проблемима аматеризма у културно-уметничким друштвима широм земље. Објављени су и разговори са глумцима и редитељима. 
Лист је у време изласка првог броја имао више од сто педесет дописних чланова режије, који су постали спољни сарадници, шаљући информације о делатности аматера у свом крају. Из финансијских разлога, лист је престао да излази, што је званично константовано захтевом за брисање из регистра из 1981. године. 

## Други број
У току је обнова листа и израда његовог другог броја, који ће се већим делом фокусирати на историју деловања Позорнице драмске уметности и Дописног позоришта. Нови број ће бити објављен у форми бесплатног интернет часописа у ПДФ формату на веб сајту Позорнице драмске уметности.